# 東門方案
東門方案，是臺灣歷史上一項兒童心理衛生實驗，由臺北兒童心理衛生中心（今臺大醫院兒童心理衛生中心）在臺北市中正區東門國民小學（簡稱東門國小）實施。在研究人員協助下，東門國小培訓出臺灣第一批專業輔導教師，首開先河成立「心理衛生室」（現已改名輔導室），運用兒童心理學知識協助孩童克服適應問題，並成為臺灣學校輔導人員的培訓基地。:59-60

## 背景
1955年，時任臺大醫院神經精神科主任的林宗義受聘為世界衛生組織顧問，他研究各國學生輔導制度後，主張兒童心理健康工作必須走入社區，不再由專業心理機構獨攬。換言之，林宗義認為，兒童心理專家應該和地方的學校教師、保姆和社區公共衛生人員協作，培訓這些基層工作者辨識、處理兒童心理問題，如此才能有效預防、及早發現問題，促進兒童身心發展。:217
由於臺灣當時已實施六年國民義務教育，兒童每天除了待在家裡，多數時間都待在學校；因此，林宗義認為動員學校教師投入兒童心理健康工作不只可行，更是必須。1959年，臺北兒童心理衛生中心選定鄰近的東門國小為「兒童心理衛生實驗」基地，在臺大醫院精神科醫師陳珠璋帶領下，研究人員全面進駐校園，推廣兒童心理健康工作，獲得校方與臺北市教育局大力支持。:217

## 實施

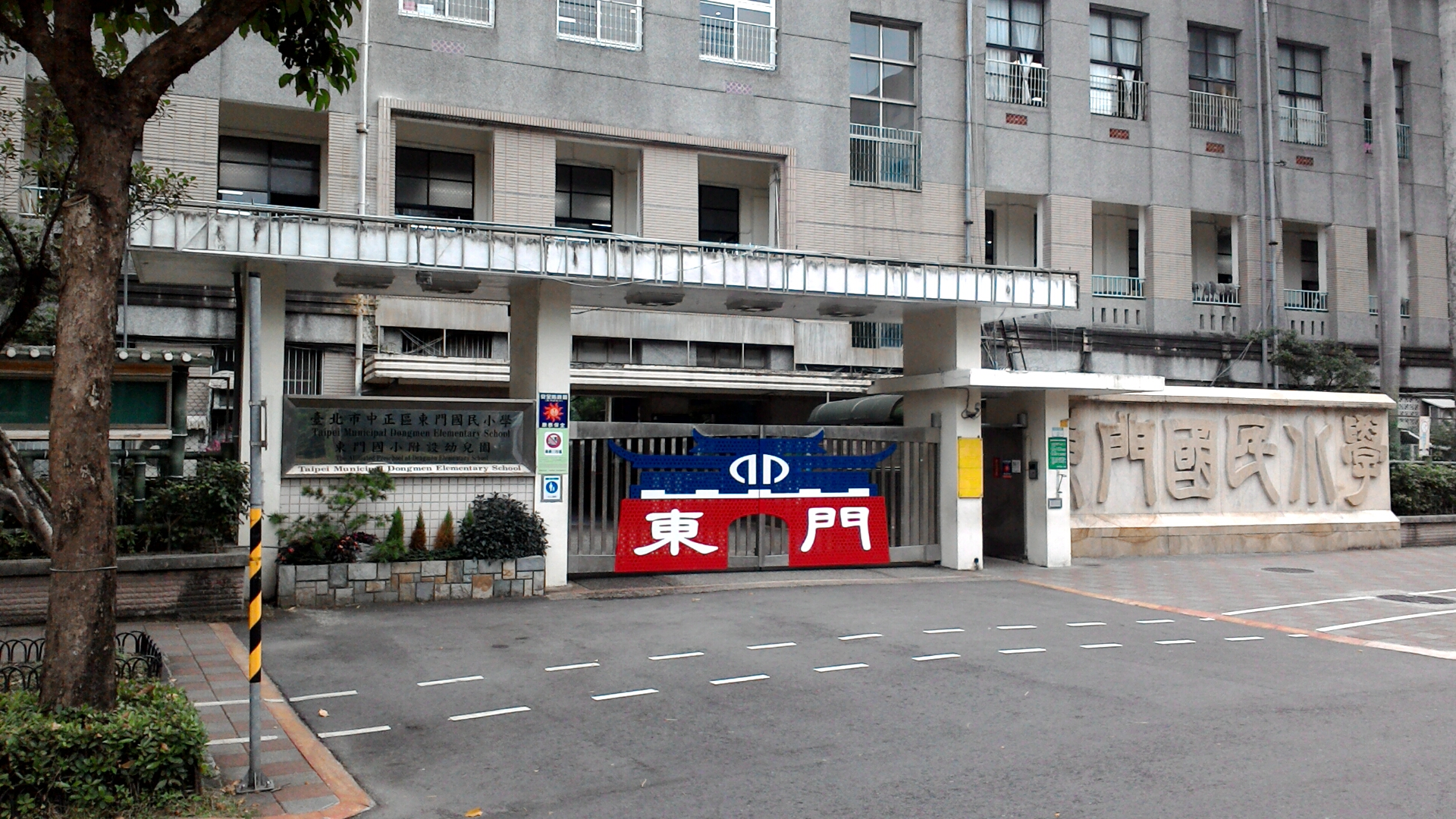
臺北市中正區東門國民小學校門。

根據心理學家葉一舵的研究，東門國小獲選為實驗基地的原因有三個：第一，林宗義的孩子當時正在東門國小讀書；第二，東門國小當時是臺灣學生人數第二多的小學，在升學主義壓力下，學童心理問題嚴重，教師卻無法照顧到每個學生，亟需改善；第三，東門國小是當時的「明星小學」，對教育政策有一定的影響力，東門方案如果成功，將來要普及至其它學校也比較容易。:60:217
東門方案實施初期（1960年至1963年），研究人員先透過問卷和墨跡測驗掌握東門國小教師的人格特質與價值觀，再透過專題演講、個案研討會、研究發表會及教師諮商團體等多種方式，讓教師學習兒童心理學理論與實務技巧，最後從教師中選出2人到專業機構接受訓練。:61-63到了下一階段（1963年至1975年），東門國小成立心理衛生室，由2位受過專業心理學訓練的教師主持，將兒童心理健康工作納入學校行政體系中，每年制定工作計畫，定期舉辦研討會、從事專題研究，並出版成果。:63-65特別的是，東門國小還將「團體諮商」技巧與戲劇結合，安排適應不良的學童一起演布袋戲，克服適應問題。
整體來說，東門方案成功動員該校所有教師投入兒童心理健康工作，透過教師研習、個案研究、在職進修、重點培訓等途徑，讓每個教師都能理解兒童心理健康工作的重要性。接著將兒童心理健康工作制度化，由該校教師成立、主持心理衛生室，自行推動兒童心理健康工作，在各科目的教學活動中融入心理輔導理論。此外，東門方案也提倡個體輔導與團體輔導相結合，每個教師都要研究一個學生個案，並引進心理測驗量表輔助工作，如班達完型測驗、魏氏兒童智力測驗、瑞文氏標準推理測驗與比西量表等，成為日後臺灣學校輔導工作的模範。:69-71

## 影響
1964年12月，東門國小心理輔導室將東門方案成果拍成幻燈片，介紹給臺北市各國小校長、主任、教師代表，獲得教育界好評。臺灣教育學者、教師、大學生紛紛參訪東門國小，甚至有國立臺灣師範大學畢業生因此投入兒童輔導工作領域。此外，日本、韓國、泰國、馬來西亞、新加坡及歐美各國教育首長也曾率團參訪，世界衛生組織也認為東門方案值得推廣給其它開發中國家。可說東門方案獲得一致好評。:225
整體來說，研究團隊與後來成立的校內心理衛生室都把重心放在「治療」而非「發展」，也就是專注於解決學生適應不良的問題，較不著重於個體長遠的心智發展；但從教育史的角度來說，東門方案首開臺灣學校輔導工作先河，仍有開創性意義。許多心理輔導理論、工作方法與測驗工具都在這個時期引進教育現場，東門方案的成功也促使其它學校仿效，如今臺灣各級學校都設有輔導室，運用專業心理學知識從事學生輔導工作，在臺灣教育史上有其歷史意義。:90-91